# Novajidrány
Novajidrány es un pueblo ubicado en el distrito de Encs, en el condado de Borsod-Abaúj-Zemplén, Hungría.

## Superficie
Posee una superficie de 14,31 kilómetros cuadrados.

## Demografía
Hasta 2019 la población era de 1338 habitantes, con una densidad de población de 93,50 habitantes por kilómetro cuadrado.